# Hrvatski ženski rukometni kup
Hrvatski ženski rukometni kup je kup-natjecanje koje organizira Hrvatski rukometni savez (HRS). 

## Završnice kupa
| Sezona | Mjesto završnice                                                            | Pobjednice                                                                  | Rezultat                                                                    | Finalistice                                                                 |
| ------ | --------------------------------------------------------------------------- | --------------------------------------------------------------------------- | --------------------------------------------------------------------------- | --------------------------------------------------------------------------- |
| 1992.  | Zagreb                                                                      | Lokomotiva (Zagreb)                                                         | 27:24                                                                       | Podravka Koprivnica                                                         |
| 1993.  | Zagreb                                                                      | Podravka (Koprivnica)                                                       | 30:23                                                                       | Modea Šparta Tuing Zagreb                                                   |
| 1994.  | Zagreb                                                                      | Podravka (Koprivnica)                                                       | 25:19                                                                       | Lokomotiva Zagreb                                                           |
| 1995.  | Požega                                                                      | Podravka (Koprivnica)                                                       | 20:16                                                                       | Kraš Zagreb                                                                 |
| 1996.  | Đurđevac                                                                    | Podravka Vegeta (Koprivnica)                                                | 27:19                                                                       | Graničar Đurđevac                                                           |
| 1997.  | Zelina                                                                      | Podravka Dolcela (Koprivnica)                                               | 26:20                                                                       | Kraš Zagreb                                                                 |
| 1998.  | Virovitica                                                                  | Podravka Dolcela (Koprivnica)                                               | 28:16                                                                       | Kraš Zagreb                                                                 |
| 1999.  | Osijek                                                                      | Podravka Dolcela (Koprivnica)                                               | 27:24                                                                       | Kraš Zagreb                                                                 |
| 2000.  | Split                                                                       | Podravka Dolcela (Koprivnica)                                               | 23:17                                                                       | Osijek                                                                      |
| 2001.  | Osijek                                                                      | Podravka Vegeta (Koprivnica)                                                | 29:16                                                                       | Koka Varaždin                                                               |
| 2002.  | Zagreb                                                                      | Podravka Vegeta (Koprivnica)                                                | 27:26                                                                       | Lokomotiva Zagreb                                                           |
| 2003.  | Virovitica                                                                  | Podravka Vegeta (Koprivnica)                                                | 36:24                                                                       | Lokomotiva Zagreb                                                           |
| 2004.  | Virovitica                                                                  | Podravka Vegeta (Koprivnica)                                                | 42:41                                                                       | TVIN Virovitica                                                             |
| 2005.  | Virovitica                                                                  | Lokomotiva (Zagreb)                                                         | 37:35                                                                       | TVIN Virovitica                                                             |
| 2006.  | Virovitica                                                                  | Podravka Vegeta (Koprivnica)                                                | 36:24                                                                       | TVIN Virovitica                                                             |
| 2007.  | Požega                                                                      | Lokomotiva (Zagreb)                                                         | 33:31                                                                       | Podravka Vegeta (Koprivnica)                                                |
| 2008.  | Zagreb                                                                      | Podravka Vegeta (Koprivnica)                                                | 33:23                                                                       | Trešnjevka Zagreb                                                           |
| 2009.  | Ivanić-Grad                                                                 | Podravka Vegeta (Koprivnica)                                                | 32:27                                                                       | Trogir                                                                      |
| 2010.  | Samobor                                                                     | Podravka Vegeta (Koprivnica)                                                | 29:22                                                                       | Lokomotiva Zagreb                                                           |
| 2011.  | Samobor                                                                     | Podravka Vegeta (Koprivnica)                                                | 39:24                                                                       | Sesvete Agroproteinka                                                       |
| 2012.  | Đurđevac                                                                    | Podravka Vegeta (Koprivnica)                                                | 30:25                                                                       | Lokomotiva (Zagreb)                                                         |
| 2013.  | Novigrad                                                                    | Podravka Vegeta (Koprivnica)                                                | 33:25                                                                       | Lokomotiva (Zagreb)                                                         |
| 2014.  | Umag                                                                        | Lokomotiva (Zagreb)                                                         | 24:21                                                                       | Zamet (Rijeka)                                                              |
| 2015.  | Umag                                                                        | Podravka Vegeta (Koprivnica)                                                | 32:24                                                                       | Lokomotiva (Zagreb)                                                         |
| 2016.  | Umag                                                                        | Podravka Vegeta (Koprivnica)                                                | 24:16                                                                       | Zamet (Rijeka)                                                              |
| 2017.  | Umag                                                                        | Podravka Vegeta (Koprivnica)                                                | 24:13                                                                       | Trešnjevka Zagreb                                                           |
| 2018.  | Umag                                                                        | Lokomotiva (Zagreb)                                                         | 29:19                                                                       | Podravka Vegeta (Koprivnica)                                                |
| 2019.  | Poreč                                                                       | Podravka Vegeta (Koprivnica)                                                | 33:14                                                                       | Sesvete Agroproteinka                                                       |
| 2020.  | nije igrano radi pandemije COVID-19 u svijetu i Hrvatskoj, sezona prekinuta | nije igrano radi pandemije COVID-19 u svijetu i Hrvatskoj, sezona prekinuta | nije igrano radi pandemije COVID-19 u svijetu i Hrvatskoj, sezona prekinuta | nije igrano radi pandemije COVID-19 u svijetu i Hrvatskoj, sezona prekinuta |
| 2021.  | Poreč                                                                       | Lokomotiva (Zagreb)                                                         | 27:23                                                                       | Podravka Vegeta (Koprivnica)                                                |
| 2022.  | Poreč                                                                       | Podravka Vegeta (Koprivnica)                                                | 33:20                                                                       | Bjelovar                                                                    |

### Vječna ljestvica
- 24 / 4
  - Podravka, Koprivnica
- 6 / 11
  - Lokomotiva, Zagreb
- 0 / 3
  - TVIN, Virovitica
- 0 / 2
  - Zamet, Rijeka
  - Trešnjevka, Zagreb
  - Sesvete, Sesvete
- 0 / 1 
  - Modea Tuing, Zagreb
  - Đurđevac, Đurđevac
  - Osijek, Osijek
  - Koka, Varaždin
  - Trogir, Trogir
  - Bjelovar, Bjelovar

## Vanjske poveznice
- Hrvatski rukometni savez
- Hrvatski rukometni portal